# João Benedito
João Paulo Feliciano Neves Benedito (Lisboa, 7 de Outubro de 1978), mais conhecido como João Benedito, é um guarda-redes português de futsal. Jogou na equipa do Sporting CP. Depois de abandonar a carreira passou a ser empresário de artigos desportivos.
No dia 19 de Julho de 2018 candidatou-se à Presidência do Sporting Clube de Portugal. Participou no maior debate desportivo de sempre, onde sete candidatos à presidência do Sporting apresentaram as suas ideias para o clube, tendo João Benedito terminado na segunda posição nas preferências dos telespectadores. Foi o candidato em que a maioria dos sócios votaram, no entanto, perdeu pois tinha menos votos.

## Títulos
Seleção
- Mundialito Outdoor Futsal  (2): 2006, 2007
- Torneio Int. Algarve Futsal (2): 2003, 2006

### Clubes

#### Sporting CP
- Liga Portuguesa de Futsal (7): 1998-99, 2000-01, 2003-04, 2005-06, 2009-10, 2000-11, 2012-13
- Taça de Portugal de Futsal (4): 2005-06, 2007-08, 2010-11, 2012-13
- Supertaça de Futsal (4): 2001, 2004, 2008, 2010
- AF Lisboa Futsal Taça de Honra (1): 2013/14